# Karl de Vaux
Karl svobodný pán de Vaux (německy Carl Ludwig Thierry Alexander Freiherr de Vaux) (20. června 1833 Salzburg – 12. června 1917 Vídeň) byl rakousko-uherský generál. V mládí byl účastníkem několika válečných tažení a uplatnil se jako důstojník ženijního vojska. V c. k. armádě nakonec dosáhl hodnosti polního podmaršála (1895) a svou kariéru završil jako nejvyšší hofmistr arcivévody Leopolda (1893–1898). Sňatkem se spříznil s polskou šlechtou a byl spolumajitelem velkostatků v Haliči.

## Životopis

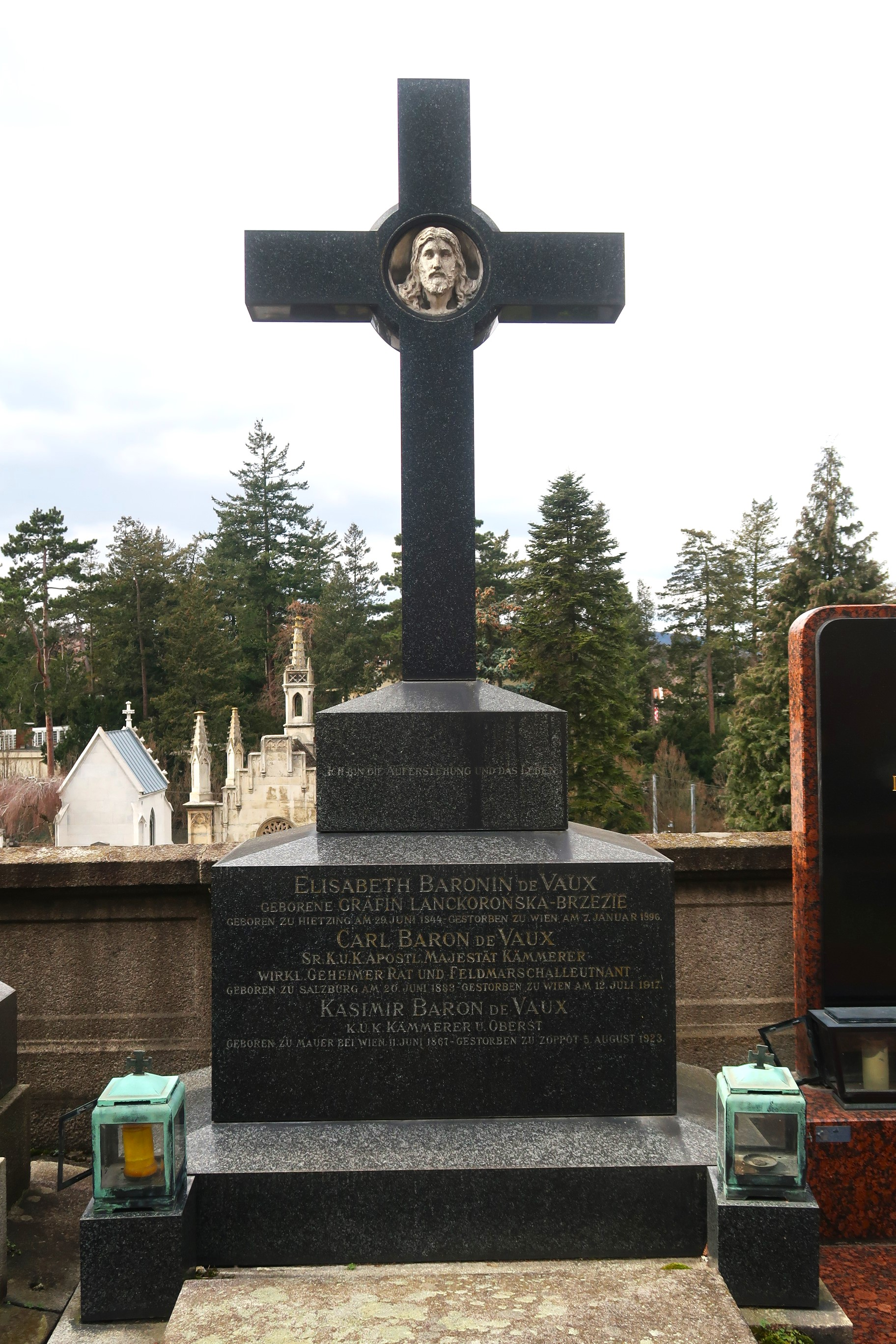
Hrob Karla de Vaux v Hietzingu

Pocházel z francouzské šlechtické rodiny usazené od doby francouzské revoluce v Rakousku, kde jim byl v roce 1792 přiznán baronský titul. Byl vnukem c. k. polního zbrojmistra barona Thierryho de Vaux (1748–1820). Narodil se jako syn c. k. majora Leonarda de Vaux (1799–1856) a jeho manželky Vilemíny, rozené hraběnky Heussenstammové. Od mládí sloužil v armádě a v roce 1854 byl již podporučíkem u 16. batalionu polních myslivců v Šumperku. Poté studoval na Válečné škole (K.u.k. Kriegschule) ve Vídni a po jejím absolvování byl v hodnosti nadporučíka zařazen do sboru důstojníků generálního štábu ve Vídni. V roce 1860 byl jmenován c. k. komořím a poté byl v hodnosti rytmistra pobočníkem u generálního inspektorátu ženijních vojsk. Mezitím se zúčastnil války se Sardinií a prusko-rakouské války. Postupoval v hodnostech (kapitán 1876, podplukovník 1879) a od roku 1876 byl pobočníkem arcivévody Leopolda. V roce 1884 byl povýšen na plukovníka a v roce 1890 dosáhl hodnosti generálmajora. V letech 1893–1898 byl nejvyšším hofmistrem arcivévody Leopolda a v roce 1893 zároveň obdržel titul c. k. tajného rady s nárokem na oslovení Excelence. V roce 1895 získal čestnou hodnost polního podmaršála a po smrti arcivévody Leopolda byl k datu 1. září 1898 penzionován. Zemřel ve Vídni a je pohřben na hřbitově v Hietzingu.
Za zásluhy byl držitelem Vojenského záslužného kříže a Vojenské záslužné medaile, při příležitosti odchodu do výslužby se stal nositelem velkokříže Řádu Františka Josefa (1898). Ve službě u arcivévody Leopolda získal také ruský Řád sv. Anny, pruský Řád červené orlice a italský Řád sv. Mořice a Lazara.

## Rodina

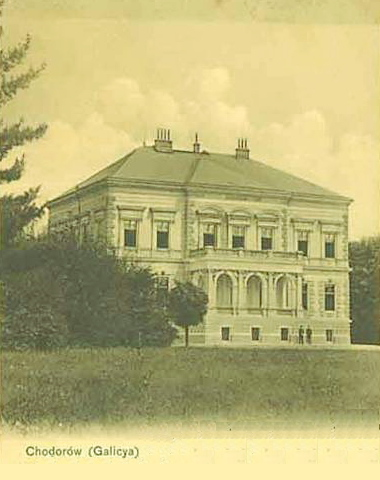
Zámek Chodorów, Halič (dnes Chodoriv, Ukrajina, 1913)

V roce 1865 se oženil s hraběnkou Alžbětou Lanckorońskou (1844–1896) z vlivné haličské šlechtické rodiny, sestrou významného mecenáše a císařského nejvyššího komořího Karla Lanckorońského. Alžběta byla dámou Řádu hvězdového kříže a po rodičích dědičkou velkostatku Chodorów v Haliči (dnes Chodoriv, Ukrajina), kde Karl de Vaux nechal postavit zámek. Z jejich manželství se narodily tři děti. Starší syn Kazimír (1867–1923) krátce sloužil v armádě, byl c. k. komořím a čestným rytířem Německého řádu, mladší syn Leon (1870–1944) působil v diplomacii, za první světové války byl vyslaneckým radou ve Švýcarsku, po zániku monarchie odešel do výslužby. Nejstarší z potomstva byla dcera Alžběta (1866–1940) provdaná za prince Wladislawa Lubomirského (1866–1934), velkostatkáře a mecenáše umění. Jejich syn Eugen (1895–1982) přijal jméno Lubomirski de Vaux a byl dědicem velkostatku Chodorów. Zdejší zámek byl vypálen za první světové války ruskými vojáky (1915) a Eugen později inicioval výstavbu nového paláce ve stylu art deco (1932–1933).
Karlovi bratranci Ludwig de Vaux (1832–1893) a Leonard de Vaux (1837–1906) sloužili také v armádě a oba dosáhli hodnosti polního podmaršála.